# Mythos Games
Mythos Games fue una empresa de videojuegos, ya desaparecida, fundada por Julian Gollop y su hermano Nick.
Especialmente famosa es su saga Laser Squad y sobre todo su sucesora X-COM distribuida por Microprose.
La empresa desapareció por problemas económicos. Posteriormente muchos de sus directivos y fundadores crearon una nueva empresa: Codo Technologies desde la que lanzaron el Laser Squad Nemesis.

## Juegos desarrollados por Mythos Games
- Rebelstar Raiders (1984)
- Rebelstar (1986)
- Rebelstar II (1988)
- Laser Squad (1988)
- X-COM: UFO Defense/UFO: Enemy Unknown (1994)
- Los Archivos Secretos de Sherlock Holmes: El Caso de la Rosa Tatuada (1996)
- X-COM: Terror from the Deep (1995)
- X-COM: Apocalypse (1997)
- Duelo de Hechiceros (1998)